# Pi1 Gruis
Pi11 Gruis (π1 Gruis, förkortat Pi1 Gru, π1 Gru) som är stjärnans Bayerbeteckning, är en dubbelstjärna belägen i den sydöstra delen av stjärnbilden Tranan. Den har en skenbar magnitud på 5,31 - 7,01 och är synlig för blotta ögat där ljusföroreningar ej förekommer. Den är också en av de ljusaste medlemmarna i den klass av stjärnor som kallas S-stjärnor och en halvregelbunden variabel stjärna som varierar i magnitud från 5,3 till 7,0 med en period av 198,8 dygn. Den bildar en för blotta ögat synlig dubbelstjärna med Pi2 Gruis som ligger separerad med 4 bågminuter. Baserat på parallaxmätning inom Hipparcosuppdraget på ca 6,13 mas, beräknas den befinna sig på ett avstånd på ca 530 ljusår (ca 160 parsek) från solen.

## Historik
Stjärnan katalogiserades av den franske utforskaren och astronomen Nicolas Louis de Lacaille år 1756, men utan det nuvarande namnet. I stället gav han Bayerbeteckningen Pi Gruis till Pi2 Gruis, medan det var Thomas Brisbane som utsåg denna stjärna som Pi1 Gruis. Annie Jump Cannon var den första som rapporterade dess ovanliga spektrum och skickade en plåt av dess spektrogram gjord 1895 till Paul W. Merrill och noterade likheten med R Andromedae. Merrill valde dessa två stjärnor tillsammans med R Cygni att vara de tre prototyperna i S-stjärnklassen. Pi1 Gruis var en av de första 17 stjärnorna definierade som S-stjärnor av Merrill 1922, den enda stjärnan som inte observerats från Mount Wilson på grund av dess sydliga plats i himlen. Analys av dess spektrum visade band som anger närvaron av technetium liksom oxider av zirkonium, lantan, cerium och yttrium men inte titan eller barium (som har noterats i andra S-stjärnor).

## Egenskaper

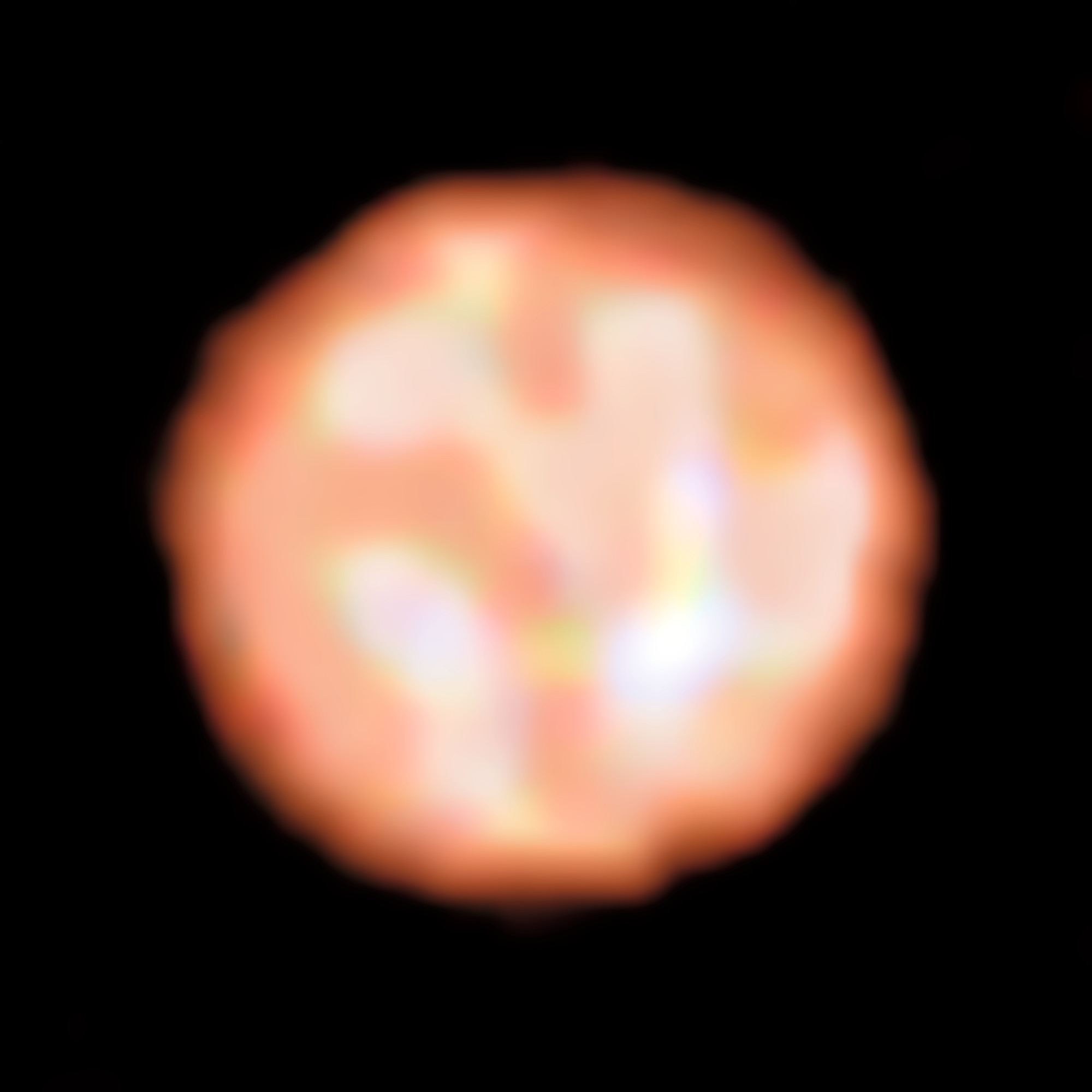
Yta på den röda jättestjärnan π1 Gruis.

Primärstjärnan Pi1 Gruis A är en röd till vit jättestjärna av spektralklass S 5,7: och ligger på den asymptotiska jättegrenen (AGB). Den har en massa som är ca 1,5 gånger större än solens massa, en radie som är ca 658 gånger större än solens och utsänder från dess fotosfär ca 7 250 gånger mera energi än solen vid en effektiv temperatur av ca 3 100 K.
Pi1 Gruis är en åldrande stjärna, som tros vara bra på väg mot övergång från en röd jätte till en planetarisk nebulosa. Ett skal av materia har observerats på ett avstånd av 0,91 ljusår (0,28 parsek), vilken beräknas ha blivit utstött för 21 000 år sedan. Närmare stjärnan verkar finnas ett hålrum inom 200 AE, vilket tyder på en nedgång i utstötningen av material under de senaste 90 åren. Närvaron av en följeslagare (skenbar magnitud 10,9 och av spektralklass G0 V) gör att skalets form är oregelbundet snarare än sfäriskt, och det kan finnas en annan oupptäckt följeslagare som bidrar till detta.